# Castanhal (microregio)
Castanhal is een van de 22 microregio's van de Braziliaanse deelstaat Pará. Zij ligt in de mesoregio Metropolitana de Belém en grenst aan de microregio's Arari, Belém, Bragantina, Guamá, Salgado en Tomé-Açu. De microregio heeft een oppervlakte van ca. 3.760 km². In 2006 werd het inwoneraantal geschat op 265.414.
Vijf gemeenten behoren tot deze microregio:
- Bujaru
- Castanhal
- Inhangapi
- Santa Isabel do Pará
- Santo Antônio do Tauá

Mesoregio's: Baixo Amazonas · Marajó · Metropolitana de Belém · Nordeste Paraense · Sudeste Paraense · Sudoeste Paraense

Microregio's: Almerim · Altamira · Arari · Belém · Bragantina · Cametá · Castanhal · Conceição do Araguaia · Furos de Breves · Guamá · Itaituba · Marabá · Óbidos · Paragominas · Parauapebas · Portel · Redenção · Salgado · Santarém · São Félix do Xingu · Tomé-Açu · Tucuruí